# Woody Dumart
Woodrow Wilson Clarence „Woody“ Dumart (* 23. Dezember 1916 in Kitchener, Ontario; † 19. Oktober 2001 in Boston, Massachusetts) war ein kanadischer Eishockeyspieler, der von 1936 bis 1954 für die Boston Bruins in der National Hockey League spielte.

## Karriere
In seiner Heimatstadt Kitchener begann Woody mit dem Eishockeyspielen bei den Empires und den Greenshirts. 1935 zog er nach Boston, spielte dort für die Cubs und durfte in der Saison 1935/36 auch einmal für die Bruins aufs Eis. Auch die kommende Saison verbrachte er zu zwei Dritteln bei den Providence Reds und wurde langsam an die NHL herangeführt. Vollständig in der NHL angekommen spielte er in der Saison 1936/37 an der Seite von Dit Clapper und seinem Jugendfreund Milt Schmidt und nahm in der Reihe den körperbetonten Part ein. Ab der nächsten Saison bildete er zusammen mit Schmidt und Bobby Bauer die Kraut Line, die 1939 maßgeblichen Anteil am zweiten Stanley-Cup-Gewinn der Bruins hatte. Zwei Jahre später konnten sie diesen Erfolg wiederholen und holten den Cup erneut nach Boston. Vor Ende der darauf folgenden Saison verließ die komplette Sturmreihe das Team und zog mit der Royal Canadien Air Force in den Zweiten Weltkrieg. Zur Saison 1945/46 kehrten die drei zurück und verstärkten die Bruins wieder.
Dumart nahm auch an den beiden ersten regulären All-Star Games 1947 und 1948 teil. 1954 beendete er seine Karriere bei den Bruins.
1992 wurde er mit der Aufnahme in die Hockey Hall of Fame geehrt.

## Auszeichnungen
- NHL Second All-Star Team: 1940, 1941 und 1947